# Railfan 台湾高鉄
Railfan 台湾高鉄（レールファン・たいわんこうてつ。中文表記：Railfan 台灣高鐵）は、Railfanの続編で台湾高速鉄道の700T型を運転できるゲームソフト。2007年7月12日に台湾・香港・シンガポールで先行発売された。日本では2007年11月1日発売。
300km/hの高速運転をハイビジョンで体験できる。
また音楽館のトレインシミュレーションゲームとして初めて、上下線ともに同時採用した。

## 運転可能なダイヤ
700T型
- 北上列車　左営 - 台北（各駅停車）この当時は南港駅は存在していない。
- 南下列車　台北 - 左営（速達列車）途中、板橋・台中に停車。

北上列車は各駅停車ではあるが、(当時)未開業の苗栗、彰化、雲林駅は通過駅扱いである。また、各駅停車・速達列車ともに、苗栗新駅予定地 - 台中間の中間点と、燕巣総合車両工場も通過駅扱いとなる。

## ゲームシステム
前作Railfanのシステムを継承しながらも、細かい改良が見られる。例えば、画面上のナビや距離計、メッセージウィンドウなどは全て表示と非表示を選択できる。
また各音量の調整の項目も増え、より多彩に調整できるようになった。（前作では「効果音」されていた項目は、「モーター音」「車内効果音」「車外効果音」などに分類が増えた）
アウタービューは廃止され、天候の変化がなくなった（ワイパーは操作可能）。運転台の描写がさらにパワーアップされ、モニター類は全て動作する。左モニターにATC関連の表示、中央モニターにランカーブや次駅定通速度、右モニターに距離や編成、ノッチ類などの表示が全て描写される（小さな文字は若干にじみ気味である）。なお中央のモニター左下に表示される定通速度は、ATCによる減速や停車にかかる時間を考慮していないために、速度を割り増して運転する必要がある。
また台湾高鉄のPSSC（定位置停止装置）やCRC（定速制御装置）、DSD（緊急停止装置）も再現している。PSSCはメニューにてON,OFF切り替え可能。デッドマン装置やドアの操作は環境設定にてリアルシミュレーションモードを選択すると操作できる。
運転士や車掌の音声も複数人数分が収録されている。これは運転中にスタートメニューから運転中止を選択するか、途中下車して再度運転を始めることにより、運転再開時からは違う運転士と車掌の音声に変化させることができる。なお、自動音声放送は変化しない。

## トレインツアー
通常の運転の他に、お手本の運転を見ることができる模範運転モード。駅で途中下車して沿線観光ができるモード。
各駅の周りの地図から選んだ観光と美食のポイント約300件分の写真と解説を楽しめる。
また台湾高鉄の紹介、フルCGで再現された700T型電車の鑑賞もあり、車内設備も写真付きで見ることができる。

## ゲームモード
ゲームモードでは以下の3種類が選択可能。

### タイムアタック
台北 - 左営までノンストップでの運転時間を競うモード。
ATCに当たって減速すると、ペナルティタイムが加算される。

### 定刻運転
台中 - 台北間を指定されたポイントで時間通りに通過するモード。
駅のほかにチェックポイントを時間通り通過するとポイントが加算される。
トレインツアーのダイヤと違い、実際の運転とは異なる。

### 省電力運転
左営 - 台北間を消費電力を抑えて走行するモード。電力がなくなるとゲームオーバー。
定刻通りに駅に到着した場合や、停止位置ボーナスとして電力が増える。

## 補足
なお過去に発売されたTrainSimulator用のコントローラーや、電車でGO!用コントローラには対応していない。

## 関連情報
- 2007年8月24日、フルハイビジョン（1080p）画質の「プロモーションムービー」がPLAYSTATION Storeにて配信された。
- 2007年9月20日、フルハイビジョン（1080p）画質の「最新プロモーションムービー」がPLAYSTATION Storeにて配信された。